# Ökopark
Ein Ökopark ist ein vom schwedischen Staatsunternehmen Sveaskog auch unter ökologischen Gesichtspunkten betriebenes Waldgebiet in Schweden.
Sveaskog betreibt in Schweden insgesamt 36 Ökoparks (Stand Juni 2008). Ein Ökopark ist dabei mindestens 1000 Hektar groß und umfasst eine zusammenhängende Landschaft, der ein hoher ökologischer Wert beigemessen wird. In Ökoparks ist eine forstwirtschaftliche Nutzung möglich, wobei jedoch ökologischen Aspekten ein Vorrang eingeräumt werden soll. Mindestens 50 % der Forstfläche werden dem Landschafts- oder Naturschutz zur Verfügung gestellt. Es finden Maßnahmen zur Verbesserung des Naturwertes wie Renaturierungen statt.
Ein bekannter Ökopark ist der Böda Kronopark auf Öland.